# Franz König (football)
Pour les articles homonymes, voir Franz König (homonymie).
Franz König  est un footballeur suisse né le 7 mai 1874 et mort le 9 décembre 1959.

## Biographie
Franz König est né de parents suisses et a étudié en Angleterre. Il y apprend la pratique du football. Arrivé en Belgique, il est alors l'un des membres fondateurs de l'association belge de football, l'URBSFA, le 1er septembre 1895. Il fait d'abord partie du Sporting Club de Bruxelles avant de rejoindre en 1897, le Racing Club de Bruxelles. Avec ce club, il remporte le championnat de Belgique en 1897 et 1900.
Sportif complet, il a pratiqué plusieurs autres disciplines. Il a été aussi rameur, boxeur et surtout athlète. Il est ainsi trois fois champion de Belgique du 100 m et quatre fois champion du quart de mile. En conséquence, joueur très rapide en pointe et très dangereux devant le but adverse, il est meilleur buteur du Championnat de Belgique en 1898 et 1899. Il marque 17 buts en 35 matches.
Au début du XXe siècle, il devient l'un des trois arbitres en Belgique. Plus tard, il sera également entraîneur et journaliste sportif. Il a probablement pris par la suite la nationalité belge.

## Palmarès
- Champion de Belgique en 1897 et en 1900 avec le Racing Club de Bruxelles
- Meilleur buteur du Championnat de Belgique en 1898 et 1899 avec le Racing Club de Bruxelles